# 이현준 (농구 선수)
이현준(1979년 2월 5일 ~ )은 前 서울 SK 나이츠 소속 농구 선수이며, 포지션은 포워드, 백넘버는 32번이다. 인천광역시 출신이며, 성균관대학교 경영학과를 졸업하였고, 2001년 인천 SK 빅스(現 인천 전자랜드 엘리펀츠)에 입단하였다가 전주 KCC 이지스로 이적하였다. 이후 2002년 대구 동양 오리온스(現 대구 오리온스)에서 이적한 뒤 2년 동안 활동하다가, 2004년 상무로 입대하였다. 2006년 상무 제대 이후 다시 대구 오리온스에서 포워드로 활약한 후, 2009년~2010년 시즌부터 같은 팀 동료인 백인선 선수와 함께 창원 LG 세이커스로 이적하였으며, 2011년~2012년 시즌부터 서울 SK의 백인선, 이민재 선수가 창원 LG로 영입됨에 따라 한정원 선수와 함께 서울 SK 나이츠로 이적하였으며, 2013~2014 시즌을 끝으로 은퇴하였다. 현재는 서울 SK 나이츠의 전력분석원으로 활동중이다.

## 선수 경력
- 2001년 ~ 2002년 전주 KCC 이지스
- 2002년 ~ 2009년 대구 오리온스
- 2009년 ~ 2011년 창원 LG 세이커스
- 2011년 ~ 2014년 서울 SK 나이츠

## 학력
- 인천산곡북초등학교
- 송도중학교
- 송도고등학교
- 성균관대학교 경영학과